# Haltérophilie aux Jeux olympiques d'été de 2020 - Moins de 87 kg femmes
Navigation
Rio 2016 Paris 2024
L'épreuve des moins de 87 kg femmes  en haltérophilie des Jeux olympiques d'été de 2020 a eu lieu le 2 août 2021 au Tokyo International Forum.

## Records
Avant cette compétition, les records dans cette discipline étaient :
| Record du monde  | Arraché     | Norme mondiale  | 132 kg | - | 1er novembre 2018 |
| Record du monde  | Épaulé-jeté | Norme mondiale  | 164 kg | – | 1er novembre 2018 |
| Record du monde  | Total       | Norme mondiale  | 294 kg | – | 1er novembre 2018 |
| Record olympique | Arraché     | Norme olympique | 130 kg | – | 1er novembre 2018 |
| Record olympique | Épaulé-jeté | Norme olympique | 159 kg | – | 1er novembre 2018 |
| Record olympique | Total       | Norme olympique | 289 kg | – | 1er novembre 2018 |

## Programme
L'épreuve des moins de 87 kg se déroule sur une journée selon le programme suivant :
Tous les horaires correspondent à l'UTC+9
| Date              | Horaire | Manche   |
| ----------------- | ------- | -------- |
| Lundi 2 août 2021 | 11 h 50 | Groupe B |
| Lundi 2 août 2021 | 15 h 50 | Groupe A |

## Médaillés
| Or          | Argent         | Bronze           |
| Wang Zhouyu | Tamara Salazar | Crismery Santana |

## Résultats
Wang Zhouyu remporte l'épreuve.
| Rang | Athlète                      | Nation                 | Groupe | Poids | Arraché (kg) | Arraché (kg) | Arraché (kg) | Arraché (kg) | Épaulé-jeté (kg) | Épaulé-jeté (kg) | Épaulé-jeté (kg) | Épaulé-jeté (kg) | Total |
| Rang | Athlète                      | Nation                 | Groupe | Poids | 1            | 2            | 3            | Résultat     | 1                | 2                | 3                | Résultat         | Total |
| ---- | ---------------------------- | ---------------------- | ------ | ----- | ------------ | ------------ | ------------ | ------------ | ---------------- | ---------------- | ---------------- | ---------------- | ----- |
| 1    | Wang Zhouyu                  | Chine                  | A      | 84.20 | 115          | 115          | 120          | 120          | 145              | 150              | 160              | 150              | 270   |
| 2    | Tamara Salazar               | Équateur               | A      | 85.30 | 108          | 111          | 113          | 113          | 144              | 147              | 150              | 150              | 263   |
| 3    | Crismery Santana             | République dominicaine | A      | 86.50 | 112          | 116          | 119          | 116          | 140              | 144              | 144              | 140              | 256   |
| 4    | Mönkhjantsangiin Ankhtsetseg | Mongolie               | A      | 86.95 | 110          | 110          | 112          | 110          | 140              | 142              | 147              | 142              | 252   |
| 5    | Gaëlle Nayo-Ketchanke        | France                 | A      | 84.05 | 103          | 106          | 108          | 108          | 135              | 139              | 145              | 139              | 247   |
| 6    | Mattie Rogers                | États-Unis             | A      | 78.55 | 108          | 111          | 112          | 108          | 138              | 138              | 138              | 138              | 246   |
| 7    | Naryury Pérez                | Venezuela              | A      | 86.35 | 105          | 109          | 112          | 112          | 130              | 137              | 138              | 130              | 242   |
| 8    | Elena Cîlcic                 | Moldavie               | A      | 86.80 | 105          | 109          | 109          | 105          | 130              | 135              | 139              | 135              | 240   |
| 9    | Kang Yeoun-hee               | Corée du Sud           | B      | 76.70 | 100          | 103          | 103          | 103          | 120              | 125              | 128              | 128              | 231   |
| 10   | Lydia Valentín               | Espagne                | B      | 80.60 | 100          | 103          | 106          | 103          | 122              | –                | –                | 122              | 225   |
| 11   | Clementine Meukeugni         | Cameroun               | B      | 85.85 | 99           | 103          | 103          | 99           | 120              | 120              | 125              | 125              | 224   |
| 12   | Jaqueline Ferreira           | Brésil                 | B      |       | 95           | 95           | 100          | 100          | 115              | 124              | 124              | 115              | 215   |
| 13   | Kanah Andrews-Nahu           | Nouvelle-Zélande       | B      |       | 94           | 98           | 100          | 94           | 105              | 112              | 120              | 112              | 206   |